# Иква (приток Южного Буга)
Иква (укр. Іква) — река на Украине, протекает по территории Хмельницкого района Хмельницкой области. Левый приток Южного Буга (бассейн Чёрного моря).
Длина реки 56 км. Площадь водосборного бассейна — 514 км². Уклон 1,3 метра на километр. Долина трапециевидная, шириной 2,5 км. Пойма двусторонняя, шириной 800 м. Русло извилистое, шириной до 8 м, на отдельных участках выпрямленное, расчищеное и углубленное. На реке сооружён каскад прудов комплексного назначения. Используется для хозяйственных нужд.
Берёт начало у села Мотрунки. Течёт в основном на восток, в нижнем течении — на юго-восток. Впадает в Южный Буг на южной окраине села Новая Синявка.
На реке расположены следующие населённые пункты (от истока к устью): сёла Верхняки, Миролюбное, Новоселица, Морозовка, Немиринцы, Деркачи, Кантовка, Алексеевка, Пилявка, Николаевка, Тележинцы, Уласово-Русановка, Заставцы, посёлок городского типа Старая Синява, сёла Йосиповка, Илятка, Новая Синявка.